# 周希曜
周希曜（？—？），直隸旌德人，明朝政治人物。举人出身。

## 生平
天啓四年（1624年）甲子科應天鄉試舉人，崇祯十三年（1640年）任廣州府新安縣知縣。后由孫文奎接任。